# Коленкур, Арман де
Маркиз Арма́н Огюсте́н Луи́ де Коленку́р (фр. Armand Augustin Louis marquis de Caulaincourt; 9 декабря 1773 — 19 февраля 1827, Париж) — французский дипломат, оставивший мемуары о службе Наполеону и, в частности, об его походе в Россию. С 1808 г. носил почётный (безземельный) титул герцога Виченцы (duc de Vicence). Старший брат генерала Огюста де Коленкура.

## Биография
Родился 9 декабря 1773 года в родовом замке Коленкур (ныне — в коммуне Коленкур, на территории, принадлежавшей позднее департаменту Эна во Франции). Семья Коленкура происходит от средневековых феодалов Лузиньянов.
Как отпрыск знатного рода получил домашнее образование. В возрасте 15 лет в 1788 году был зачислен рядовым в королевский кавалерийский иностранный полк, через полтора года службы получил чин суб-лейтенанта. После объявления революционной войны попал под подозрение как дворянин и был уволен из армии в чине капитана в 1792 году.

### Служба
1 июня 1792 года вступил волонтёром в национальную парижскую гвардию. 24 августа 1793 года стал старшим сержантом 16-й роты 7-го парижского батальона. 27 января 1794 года переведён в 16-й полк конных егерей.
В апреле 1794 года по дороге в Западную армию к генералу Клеберу был арестован как «подозрительный аристократ», но бежал из тюрьмы. Ему снова пришлось подниматься по служебной лестнице.
В марте 1795 года получил чин капитана, а в декабре стал командиром эскадрона в кавалерийском полку по протекции генерала Обер-Дюбайе, старого друга своего дядюшки д’Арлевиля.
В 1799—1800 годах Коленкур служил в Рейнской армии в чине полковника, командует 2-м карабинерным полком. Участвовал 25 марта 1799 года в сражении при Штоках, 2 ноября 1799 года получил две пулевых раны в сражении под Венхеймом. Участвовал также в сражении при Москирхе (5 мая 1800 года) и при Нершейме.

### Дипломатия
В 1801 году старый друг его отца, министр иностранных дел Талейран, поручил ему миссию в Санкт-Петербурге. Коленкур должен был передать поздравления Наполеона русскому царю Александру I с вступлением последнего на трон. Удачно выполненная миссия приблизила Коленкура к Наполеону.
31 июля 1802 года Коленкур становится одним из 8-ми адъютантов Бонапарта, а 29 августа 1803 года его производят в бригадные генералы, он получает должность генерального инспектора консульских конюшен, затем командует 8-м кавалерийским полком в Рейнской армии.
10 марта 1804 года был направлен Талейраном к курфюрсту Баденскому с посланием, требовавшим роспуска военных формирований эмигрантов на территории Бадена. Поручение послужило ширмой для организации похищения герцога Энгиенского. Впоследствии сам факт участия Коленкура в этом деле нанёс непоправимый урон его репутации, его стали считать одним из главных виновников преступления. Наполеон говорил: «Если Коленкур скомпрометирован, тут нет большой беды. Он будет служить мне ещё лучше».
В июне 1804 года Коленкур получил должность обер-шталмейстера императорского двора (в его служебные обязанности входили детальное соблюдение этикета, заведование императорской конюшней и службой связи).
1 февраля 1805 года получил чин дивизионного генерала, а на следующий день награждён Большим Орлом ордена Почётного легиона. Служба при дворе вынудила Коленкура отказаться от любимой женщины. Наполеон не терпел разведённых женщин, и фрейлина императрицы Андриенна-Эрве-Луиза де Карбоннель де Канизи (1785—1876) была удалена от двора.
После Тильзитского мира Коленкур был назначен 3 ноября 1807 года послом Франции в России (вместо Савари), а 7 июня 1808 года получил титул герцога Виченцского. В России 25 сентября 1808 года был награждён орденом Св. Андрея Первозванного.
В 1810 году, когда между Наполеоном и императором Александром произошёл разлад, Коленкур старался уладить дело, участвовал в подписании конвенции по польскому вопросу, но ухудшение отношений предотвратить не удалось, вследствие чего подал в отставку и по собственному желанию был переведён в испанскую армию, хотя продолжал числиться послом. Наполеон пришёл к выводу, что Александр I намеренно обворожил французского посла, и в мае 1811 года удовлетворил прошение Коленкура об отставке, заменив его на этом посту генералом Лористоном.

### Дальнейшая карьера
В 1812 году Коленкур вернулся в Россию в составе Великой Армии. В Бородинском сражении погиб младший брат герцога, дивизионный генерал Огюст Жан-Габриэль де Коленкур. 5 декабря 1812 года Наполеон оставил разбитую армию и отправился в Париж наедине с Коленкуром. С 20 ноября 1813 по 3 апреля 1814 года Коленкур занимал пост министра иностранных дел, заменив на этом посту герцога Маре. Предоставление острова Эльбы Наполеону после отречения ставят в заслугу Коленкуру, к словам которого император Александр I прислушивался. Только после отъезда Наполеона на остров Эльбу Коленкур женился на любимой женщине. 
Во время реставрации хорошие отношения с русским царём помогли Коленкуру сохранить свои родовые имения, но не придворные должности. Французская аристократия не могла простить Коленкуру невольного участия в деле похищения и казни герцога Энгиенского. Во время ста дней Коленкур примкнул к Наполеону, заняв должность министра иностранных дел с 21 марта по 8 июля 1815 года. На этом посту он тщетно пытался примирить Наполеона и Европу. 2 июня 1815 года был возведён в достоинство пэра Франции. После сражения при Ватерлоо Коленкур был избран в состав временного правительства (22 июня — 9 июля 1815 года).

### Опала
После второй реставрации Бурбонов в июле 1815 года, его имя оказалось в списке лиц, подлежавших аресту. Имя убрали после личного вмешательства Александра I. Затем Коленкур проживал как частное лицо в Париже и не принимал больше никакого участия в политической жизни, однако оставил мемуары, которые полностью были изданы в трех томах только в 1933 году (на русский язык переведена только часть, связанная с походом Наполеона в Россию). Объективность автора делает эти воспоминания ценным историческим документом. Живость изложения и лёгкость языка делают мемуары интересным чтением.
Умер Коленкур 19 февраля 1827 года в Париже в возрасте 53 лет.

## Семья

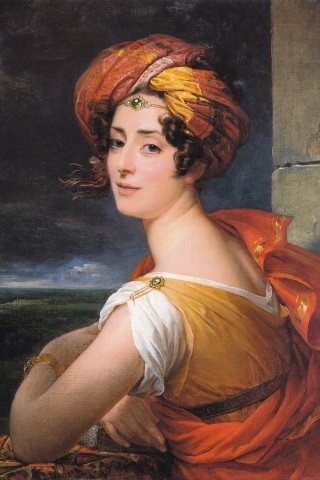
Мадам де Канизи (1824)

Жена (с 24.05.1814; Париж) — Андриенна-Эрве-Луиза де Карбоннель де Канизи (1785—1876), разведённая жена шталмейстера двора Луи Эммануэля де Карбоннель де Канизи (1768—1834) и внучатая племянница архиепископа Бриенна; фрейлина императрицы Жозефины (1805), позже Марии-Луизы. Была одной из самых красивых женщин своей эпохи. Выйдя замуж очень молодой (1798) за своего двоюродного брата, мадам де Канизи была обделена вниманием мужа, но приковывала к себе взоры всего двора. Высокая, прекрасно сложенная, с черными глазами и волосами, красивыми зубами, орлиным и правильным носом, несколько смуглым, но живым цветом лица, она обладала какой-то царственной красотой, даже несколько надменной. Влюбившись в Коленкура, она добилась развода, за что император немедленно удалил её от двора. Во время Реставрации она добровольно последовала за ним в изгнание и вышла за него замуж. Дети:
- Александр (1815—1896), 6-й и последний маркиз де Коленкур, сенатор.
- Эрве (1819—1865), политик.

## Образ в кино
- «Хромой дьявол» (Франция, 1948) — актёр Жорж Грэй[фр.]
- «Наполеон: путь к вершине» (Франция, Италия, 1955) — актёр Роже Пиго[фр.]